# Gaston Peltier
Gaston Peltier (1986 - data desconhecida) foi um futebolista francês, medalhista olímpico.
Gaston Peltier competiu nos Jogos Olímpicos de Verão de 1900 em Paris. Ele ganhou a medalha de prata como membro do Club Français, que representou a França nos Jogos, registros apontam quatro gols marcados por Peltier.